# Krishna Stanton
Krishna Stanton, född 18 maj 1966, är en friidrottare från Australien. Hon deltog vid olympiska sommarspelen 1992.